# Acid Maria

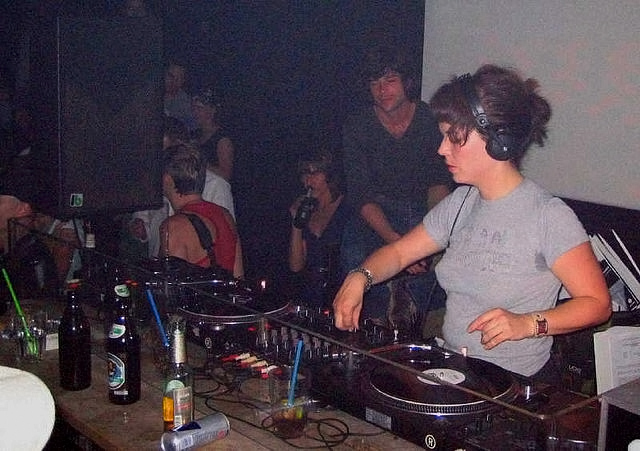
Acid Maria im Münchner Club Die Registratur (2005)

DJ Acid Maria, eigentlich Angelika Lepper, ist eine deutsche DJ und Musikproduzentin der elektronischen Musikszene. Ihr Musikstil bewegt sich zwischen Techno und Chicago-House. Bekannt wurde sie als Resident-DJ des Münchner Clubs Ultraschall.

## Leben
Ihre Karriere begann sie am 6. Dezember 1992, als sie zur Jockey Slut Night im mit 20 Personen vollen Club Alcatraz im Münchner Glockenbachviertel auftrat. Von Beginn an war Acid Maria bei Münchens erstem Techno-Club Ultraschall involviert und wurde hier bald Resident-DJ. Für das 1996 gegründete Label International DeeJay Gigolo Records von DJ Hell trat sie auf und war für Projekte verantwortlich, u. a. als Regisseurin der Label-Doku Freakshow Nr. 150, die auf International DJ Gigolo Records erschien. Sie war Resident im WMF Club und der Clubreihe Killekill in Berlin sowie im Kölner Club Subway.
Sie legte weltweit auf, darunter beim Festival Technogeist in Mexiko-Stadt, im Womb Club in Tokio, beim Freedom Festival Medellín und bei der Mayday in Dortmund.
Sie veröffentlichte Produktionen mit Steve Bug, Markus Güntner, den Gebrüdern Teichmann und Abe Duque. Zusammen mit Electric Indigo veröffentlichte sie den DJ-Mix Female Pressure Presents: Welttour. Sie veröffentlichte Remixes, u. a. auf Sound Sister Records.
Acid Maria hat an der Staatlichen Hochschule für Gestaltung in Karlsruhe Medienkunst und Philosophie/Ästhetik sowie Ästhetische Theorien an der Hochschule für bildende Künste Hamburg studiert. Ab 2004 unterrichtete sie Montage an der Filmuniversität in Potsdam-Babelsberg. Sie arbeitet auch als Filmeditorin und bildende Künstlerin. Aktuell ist sie Associate Researcher in der Emergent Digital Media Class an der Akademie der Bildenden Künste, München.
Sie ist Gründungsmitglied des Netzwerks female:pressure, das sich für die Verbesserung der Sichtbarkeit von LGBTQIA+ in den elektronischen Künsten einsetzt. Unter anderem wirkte sie mehrfach an der FACTS-Studie als Mitglied des Core Teams an der Untersuchung der LGBTQIA+ Beteiligung auf den Bühnen internationaler Festivals für elektronische Musik mit. 2014 legte sie beim von female:pressure durchgeführten Perspectives Festival auf.
DJ Acid Maria lebt in Utting am Ammersee.

## Diskografie
- 1995: Steve Bug & Acid Maria – Toby Nation (Raw Elements)
- 1996: Steve Bug & Acid Maria – Indescreet (Raw Elements)
- 1998: Steve Bug & Acid Maria – You Might Be Surprised (Raw Elements)
- 2003: Acid Maria & Electric Indigo – Female Pressure Presents: Welttour (Welttour, True People)
- 2005: Acid Maria & Abe Duque – Turn down the lights (Abe Duque Records)
- 2020: Mila Chiral: Repetition Catches Chaos (Acid Maria Remix) (Dead Groovy Music)
- 2021: Donna Maya: People Mover (Acid Maria Remix) (Sound Sister Records)